# Inyo megye
Inyo megye az Amerikai Egyesült Államokban, azon belül Kalifornia államban található. Megyeszékhelye Independence. Lakosainak száma 19 016 fő (2020. április 1.). Inyo megye Tulare, Mono, Esmeralda, Nye, Clark, San Bernardino, Kern és Fresno megyékkel határos.

## Népesség
A megye népességének változása:
| Lakosok száma | 18 535 | 18 423 | 18 441 | 18 467 | 18 260 | 18 039 | 19 016 |
|               | 2010   | 2011   | 2012   | 2013   | 2015   | 2019   | 2020   |